# نیل مک‌کارتی
نیل مک‌کارتی (انگلیسی: Neil McCarthy; ۲۶ ژوئیهٔ ۱۹۳۲ – ۱۳ اوت ۱۹۸۵) بازیگر اهل بریتانیا بود.
از فیلم‌ها یا برنامه‌های تلویزیونی که وی در آن نقش داشته است می‌توان به هفت ضربدر هفت، جایی که عقاب‌ها جرئت پیدا می‌کنند، تپه، برخورد تایتان‌ها و سارقان زمان اشاره کرد.